# Liubov Shupina
Liubov Shupina –en ruso, Любовь Шупина– (3 de  mayo de 1975) es una deportista rusa que compitió en lucha libre. Ganó una medalla de plata en el Campeonato Europeo de Lucha de 1993, en la categoría de 44 kg.

## Palmarés internacional
| Campeonato Europeo | Campeonato Europeo | Campeonato Europeo | Campeonato Europeo |
| Año                | Lugar              | Medalla            | Categoría          |
| ------------------ | ------------------ | ------------------ | ------------------ |
| 1993               | Ivánovo (Rusia)    | Medalla de plata   | 44 kg              |